# Sphecotheres viridis
La oropéndola de Timor o papahigos (Sphecotheres viridis) es una especie de ave paseriforme perteneciente a la familia Oriolidae. Es endémica de los bosques, manglares y matorrales de la Wallacea, en las islas de Timor y Roti. Es moderadamente común, y por lo tanto considera de Preocupación Menor por BirdLife International y la UICN. Se parece a la más amplia Sphecotheres vieilloti, pero es más pequeña y, a excepción del coberteras infracaudales más pálidas, el macho es completamente amarillo- oliva por debajo (incluyendo la garganta).